# مرجاس رقيق
مرجاس رقيق (الاسم العلمي:Auriscalpium tenellum) هو نوع من الفطريات يتبع جنس المرجاس من الفصيلة المرجاسية.